# 71ª Divisione fucilieri motorizzata delle guardie "Pečenga"
La 71ª Divisione fucilieri motorizzata delle guardie "Pečenga" (in russo 71-я гвардейская мотострелковая Печенгская дивизия?, 71-ja gvardejskaja motostrelkovaja Pečengskaja divizija, unità militare 08275) è un'unità di fanteria meccanizzata delle Forze terrestri russe, subordinata al 14º Corpo d'armata del Distretto militare di Leningrado e con base a Pečenga.
Costituita nel 1997 come 200ª Brigata fucilieri motorizzata, ha preso parte in questa veste all'invasione russa dell'Ucraina del 2022, durante la quale nel 2025 è stata espansa al rango di divisione.

## Storia

### Unione Sovietica
Le origini dell'unità risalgono 67ª Brigata fucilieri di marina dell'Armata Rossa, creata nell'oblast' di Kujbyšev nell'ottobre 1941 da marinai provenienti dalla Flotta del Pacifico. Inquadrata nel Fronte Careliano, venne schierata in prima linea nella regione di Louchskij il 2 aprile 1942 per prendere parte all'operazione Kestenga, la quale si concluse con un fallimento per i sovietici. La brigata venne quindi ritirata nelle retrovie, dove operò come riserva strategica per circa un anno. Questa brigata fece da base per la seconda formazione della 45ª Divisione fucilieri, ricostituita il 20 aprile 1943 in Carelia dopo che la prima venne promossa a 74ª Divisione fucilieri delle guardie nel gennaio 1943. Dall'ex 2º Battaglione della 67ª Brigata venne creato il 61º Reggimento fucilieri, che in futuro sarebbe diventato l'attuale 61ª Brigata fanteria di marina. La nuova divisione fu impiegata in battaglia per la prima volta il 9 agosto, e il 7 settembre fu schierata in prima linea dove condusse operazioni difensive contro la 7. Infanterie-Division e la 6. SS-Gebirgs-Division "Nord". Nel settembre 1944 passò all'offensiva, occupando diversi villaggi della Finlandia. A ottobre venne trasferita a Murmansk, da dove prese parte all'offensiva di Petsamo-Kirkenes. In seguito alla conquista di Petsamo (Pečenga in russo) avvenuta il 15 ottobre, la divisione venne intitolata alla città. Dopo aver raggiunto Kirkenes, l'unità rimase di stanza in Norvegia fino al termine della seconda guerra mondiale, per poi venire ritirata nell'oblast' di Murmansk.
Il 4 giugno 1957 venne riorganizzata come 131ª Divisione fucilieri motorizzata. Il 22 febbraio 1968, in occasione del suo 25º anniversario, venne insignita dell'Ordine di Kutuzov di II Classe.

### Federazione Russa

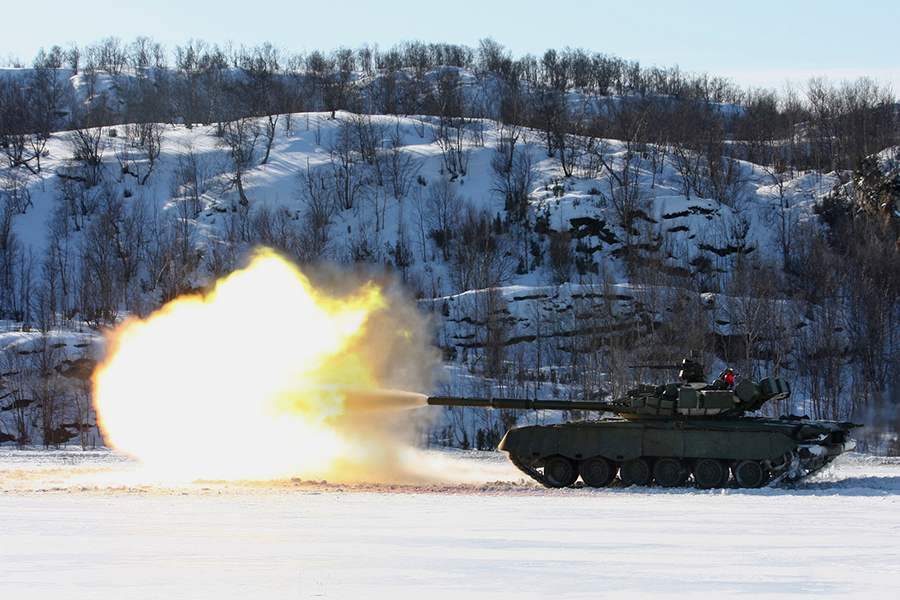
Addestramento al combattimento nell'artico della brigata, marzo 2012

Ereditata dalla Russia dopo lo scioglimento dell'Unione Sovietica, il 1 dicembre 1997 dalla divisione venne formata la 200ª Brigata fucilieri motorizzata. Nel 2006 venne pianificata la transizione del personale dell'unità da soldati di leva a kontraktniki (in russo контрактник?, militari professionisti a contratto). Nel 2011 divenne la prima delle due nuove brigate artiche dell'esercito russo, seguita nel 2014 dall'80ª Brigata fucilieri motorizzata artica. Durante questa riorganizzazione ci furono diversi problemi di disciplina, tra cui un omicidio, fra i militari della brigata. Nel 2012 fu trasferita alle dipendenze delle truppe costiere della Flotta del Nord.

#### Guerra del Donbass
Ufficialmente la Russia nega il coinvolgimento delle proprie forze armate nel conflitto, tuttavia fonti aperte dimostrano che nel 2014 la brigata è stata coinvolta nella guerra del Donbass, dove elementi dell'unità hanno preso parte alla battaglia dell'aeroporto di Luhans'k. Nell'ottobre del 2014 il comandante del plotone anticarro del 1º Battaglione motorizzato è stato ucciso in azione nella regione di Luhans'k, ricevendo il titolo di Eroe della Federazione Russa alla memoria. Nel gennaio 2015 reparti di artiglieria semovente della brigata hanno preso parte alla battaglia di Debal'ceve.
Nell'aprile 2017 la brigata è entrata a far parte del neocostituito 14º Corpo d'armata insieme all'80ª Brigata fucilieri motorizzata artica.
Alla fine di gennaio 2022 la brigata è stata trasferita da Pečenga presso un centro di addestramento nella regione di Kursk, per prendere parte a quelle che il Ministero della difesa russo ha descritto come esercitazioni militari. Il 19 febbraio si è spostata a Belgorod, dove è rimasta fino alla vigilia dell'invasione dell'Ucraina.

#### Guerra russo-ucraina
Il 24 febbraio 2022 la brigata ha attraversato il confine ucraino, prendendo parte alle operazioni offensive nell'area di Charkiv. Una colonna di oltre 100 veicoli diretti verso la città è stata intercettata e distrutta dalla 93ª Brigata meccanizzata dell'esercito ucraino già nei primi giorni di guerra. Le fonti pro-ucraine hanno riportato l'uccisione in battaglia del comandante del 382º Battaglione artiglieria lanciarazzi, tenente colonnello Dinar Khametov. Le unità di artiglieria della brigata hanno subito pesanti perdite, con molti mezzi catturati dagli ucraini. All'inizio di marzo il comandante della brigata, colonnello Denis Kurilo, è rimasto gravemente ferito e costretto ad abbandonare il campo. Il governatore dell'oblast' di Murmansk annunciava regolarmente le morti dei membri di spicco della brigata, soprattutto ufficiali. Fra questi spiccano i comandanti del 382º Battaglione artiglieria lanciarazzi e del 226º Battaglione missilistico contraereo, i tenenti colonnello Pavel Gareev e Dinar Chametov, uccisi in azione il 14 e il 23 marzo. L'8 aprile è stato ucciso in combattimento il comandante della guerra elettronica della brigata, maggiore Andrej Medvedev. A maggio un contrattacco di un ricostituito gruppo tattico di battaglione della brigata contro posizioni tenute dalla 110ª Brigata di difesa territoriale è riuscito a fermare temporaneamente la controffensiva ucraina nella regione di Charkiv. Tuttavia è stato stimato che entro giugno meno di 900 soldati erano sopravvissuti, rispetto a una forza iniziale compresa fra i 1400 e i 1600 uomini. Il 13 giugno è stato ucciso un vice comandante di battaglione della brigata, maggiore Andrej Spirin.
Al fine di ripianare le perdite, a luglio è stato inviato in Ucraina un nuovo BTG composto da riservisti, truppe costiere e marinai con scarso addestramento. La brigata è stata investita nel settembre 2022 dalla controffensiva ucraina nella regione di Charkiv, durante la quale alcuni reparti hanno cercato di ricatturare lo snodo di Kup"jans'k ma sono stati accerchiati da unità della 92ª Brigata meccanizzata e costretti a ritirarsi dopo aver subito grosse perdite. Questi contrattacchi sono stati condotti da un BTG della brigata rinforzato da elementi della 55ª Brigata fucilieri motorizzata da montagna. Entro dicembre 2022 la brigata aveva subito perdite visivamente confermate per almeno il 40% dei suoi veicoli, risultando sostanzialmente "spazzata via" secondo quanto riportato dal comandante della 92ª Brigata ucraina. Ricostituita per la terza volta con personale mobilitato, a febbraio 2023 si trovava ancora a nord di Kup"jans'k, mentre a marzo è stata impiegata in combattimento contro posizioni ucraine a est di Avdiïvka. Ritirata dalla prima linea all'inizio di aprile, è stata quindi trasferita nell'area di Bachmut, venendo schierata sul fianco destro della città.
Il 27 aprile 2023 è stata insignita del titolo di unità delle guardie per decreto del presidente della Federazione Russa. A luglio ha difeso il saliente a nord di Bachmut, scontrandosi con la 57ª Brigata motorizzata ucraina. A partire da febbraio 2024 è tornata all'offensiva in direzione di Časiv Jar, attaccando da nordest ma senza ottenere successi. Alla fine di maggio è riuscita, cooperando con la 3ª Divisione fucilieri motorizzata, altre due brigate e un reggimento del VDV, a riconquistare il villaggio di Kliščiїvka. Nei giorni seguenti ha rinforzato la 150ª Divisione fucilieri motorizzata durante gli assalti a Časiv Jar, non riuscendo tuttavia a mettere piede nel distretto Kanal nella parte orientale della città. L'11 giugno è stato ucciso in combattimento il vice capo di stato maggiore della brigata, tenente Sergej Anuchin.
All'inizio di agosto 2024 parte della brigata, ricostituita per la quarta volta, è stata trasferita nell'oblast' di Kursk per contrastare l'offensiva ucraina in territorio russo. Intorno al 20 agosto ha cercato di effettuare dei contrattacchi, senza successo, in direzione del villaggio di Novosotnickij. Elementi della 200ª e della 155ª Brigata si sono inoltre scontrati con il 501º Battaglione della 36ª Brigata fanteria di marina ucraina sulla sponda meridionale del fiume Sejm, rischiando di rimanere isolati a sud di Gluškovo. Nella seconda metà settembre la brigata è stata impiegata in contrattacchi locali insieme alle altre unità russe, in particolare il 51º Reggimento della 106ª Divisione aviotrasportata e il 56º Reggimento della 7ª Divisione d'assalto aereo da montagna, nella zona di Snagost', esponendosi sui fianchi ai contrattacchi ucraini che le hanno causato diverse perdite. A gennaio 2025 la brigata è tornata ad essere attivamente impiegata in direzione di Časiv Jar, attaccando la parte settentrionale della città.
Nel giugno 2025 la brigata è stata riorganizzata ed espansa nella 71ª Divisione fucilieri motorizzata.

## Struttura
200ª Brigata fucilieri motorizzata (1997-2025)
- Comando di brigata[52]
- 583º Battaglione fucilieri motorizzato delle guardie "Jaroslav"
- 658º Battaglione fucilieri motorizzato
- 664º Battaglione fucilieri motorizzato "Kirkenes"
- 60º Battaglione corazzato delle guardie "Fokšani-Gdansk" (T-80BVM)
- Gruppo artiglieria
  - Batteria controllo e ricognizione di artiglieria
  - 416º Battaglione artiglieria semovente delle guardie "Kobrin" (2S19 Msta-S)
  - 471º Battaglione artiglieria semovente (2S3 Akatsiya)
  - 382º Battaglione artiglieria lanciarazzi (BM-21 Grad)
  - 871º Battaglione artiglieria controcarri (MT-12 Rapira e 9K114 Šturm)
- Gruppo difesa aerea
  - Plotone controllo e ricognizione radar
  - 226º Battaglione missilistico contraereo (Tor-M2DT e 9K33 Osa)
  - 246º Battaglione artiglieria missilistica contraerei (9K35 Strela-10, 2K22 Tunguska e 9K38 Igla)
- 274º Battaglione genio delle guardie
- Battaglione ricognizione
- Battaglione comunicazioni
- Battaglione manutenzione
- Battaglione logistico
- Compagnia comando
- Compagnia guerra elettronica
- Compagnia UAV
- Compagnia difesa NBC
- Compagnia cecchini
- Compagnia medica

71ª Divisione fucilieri motorizzata (2025-oggi)
- Comando di divisione
- 126º Reggimento fucilieri motorizzato
  - 1º Battaglione fucilieri motorizzato
  - 2º Battaglione fucilieri motorizzato
  - 3º Battaglione fucilieri motorizzato
  - Battaglione corazzato
  - Battaglione artiglieria
  - Unità di supporto
- 127º Reggimento fucilieri motorizzato
  - 1º Battaglione fucilieri motorizzato
  - 2º Battaglione fucilieri motorizzato
  - 3º Battaglione fucilieri motorizzato
  - Battaglione corazzato
  - Battaglione artiglieria
  - Unità di supporto
- 27º Battaglione corazzato
- 87º Reggimento artiglieria semovente
- 37º Battaglione artiglieria controcarri
- 53º Battaglione missilistico contraereo
- 57º Battaglione ricognizione
- 9º Battaglione genio
- 43º Battaglione comunicazioni
- 129º Battaglione logistico
- 4º Battaglione medico
- Compagnia comando
- Compagnia guerra elettronica
- Compagnia UAV
- Compagnia difesa NBC
- Compagnia cecchini

## Comandanti

### Unione Sovietica
- Colonnello Pavel S"edin (1943-1944)
- Colonnello Aleksandr Michajlov (1944)
- Maggior generale Il'ja Panin (1944-1946)
- Colonnello Fëdor Litvinov (1946-1947)
- Maggior generale Vasilij Burmasov (1947-1952)
- Maggior generale Taras Gorobec (1952-1953)
- Maggior generale Timofej Dudorov (1953-1956)

### Federazione Russa
- Marat Kulachmetov (1992 - 2002)[53]
- Colonnello Vitalij Razgonov (2009 - 2011)
- Colonnello Oleg Cekov (2011 - 2015)
- Colonnello Sergej Pelipaj (2017 - 2020)[54]
- Colonnello Denis Kurilo (2022 - 20??)
- Colonnello Roman Fedorov (20?? - ottobre 2023)[55]